# Ordem de Dom Boaventura
Der Ordem de Dom Boaventura (deutsch Dom-Boaventura-Orden) ist ein Orden Osttimors. Er ist nach den timoresischen Fürsten Dom Boaventura benannt, der 1912 die große Rebellion gegen die portugiesische Kolonialmacht anführte.

## Hintergrund
Der Ordem de Dom Boaventura wird den Kombattanten der Unabhängigkeitsbewegung Osttimors gegen die indonesischen Besetzung (1975–1999) verliehen, die zwischen dem 15. August 1975 und dem 31. Mai 1976 den Widerstand förderten, organisierten oder führten. Der Orden wurde zusammen mit anderen Auszeichnungen für Veteranen mit dem Gesetz 3/2006 „Estatuto dos Combatentes da Libertação Nacional“ (deutsch Statut der Kämpfer der nationalen Befreiung) geschaffen.
Der Orden zeigt ein Bild von Dom Boaventura und trägt auf der Rückseite die portugiesische Inschrift „Pela Pátria e pelo Povo“ (deutsch Für Vaterland und Volk).

## Träger des Ordem de Dom Boaventura

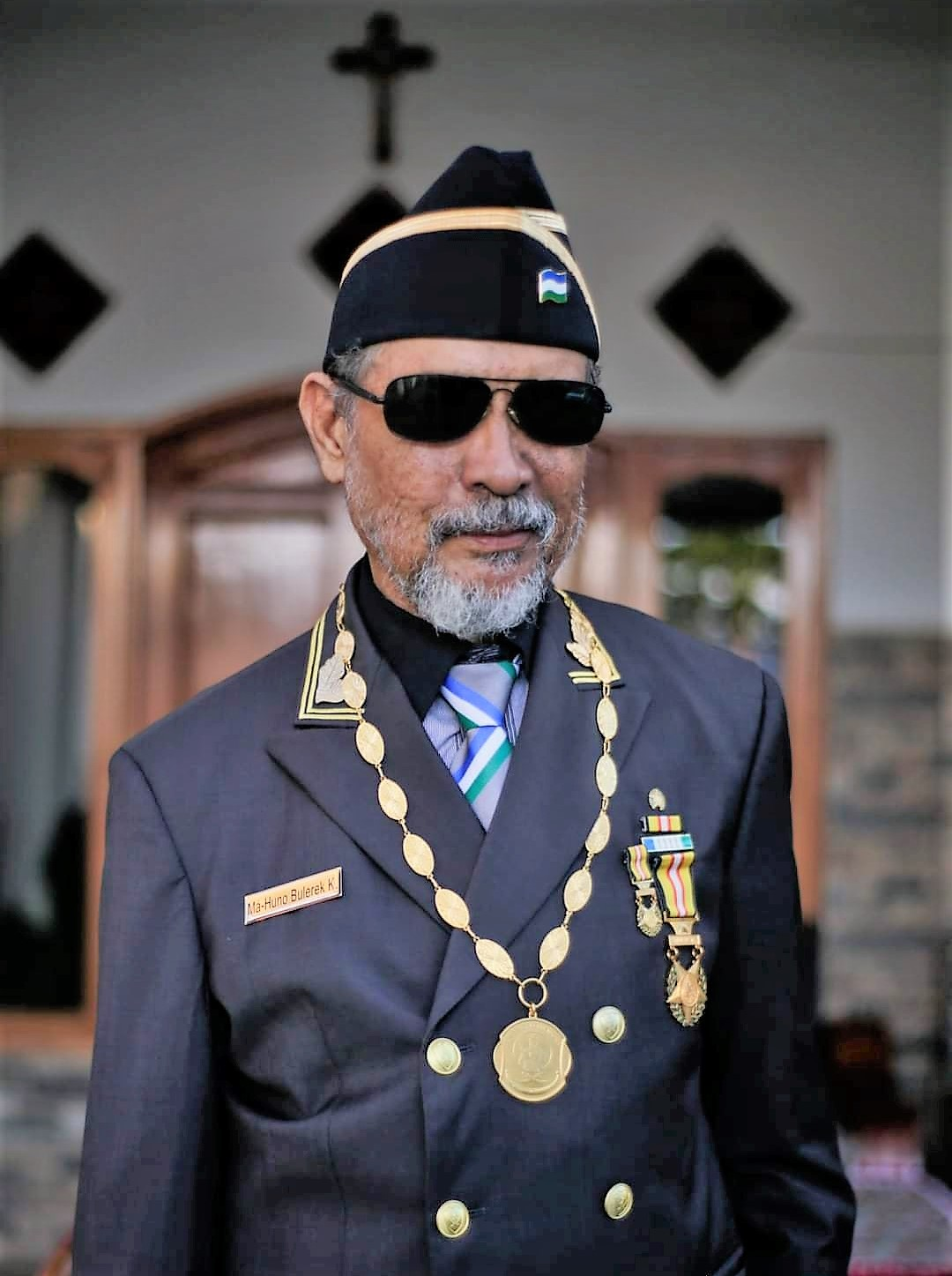
Ma'huno Bulerek Karathayano mit dem Ordem de Dom Boaventura an der goldenen Halskette

Die Liste ist nicht vollständig. Unter den Geehrten finden sich die Mitglieder des ersten Kabinett Osttimors.
- Francisco Xavier do Amaral, Präsident und Ausrufer der Republik
- Nicolau dos Reis Lobato, Präsident und Premierminister
- António Duarte Carvarino (Mau Lear), Justizminister und Premierminister
- Juvenal Maria de Fátima Inácio (Sera Key), Finanzminister und politischer Kommissar
- Hamis Bin Umar Bassarewan (Hata), Minister für Bildung und Kultur und politischer Kommissar
- Vicente dos Reis (Bie Ki Sa'he), nationaler politischer Kommissar und Minister für Arbeit und Soziales
- Eduardo dos Anjos (Kaku’uk), politischer Kommissar und Minister für Öffentliche Arbeiten, Transport und Kommunikation
- Hélio Sanches Pina (Mau Kruma), politischer Kommissar und Vizeminister für Koordination, Wirtschaft und Statistik
- Guido Valadares, Vizeminister für Arbeit und Soziales
- Natalino dos Santos Leitão (Somotxo), politischer Adjutant und Mitglied des Zentralkomitees der FRETILIN (CCF)
- Carlos César  Correia Lebre (Mau Laka), politischer Kommissar
- Dulce Maria da Cruz (Wewe), Mitglied des CCF
- Maria do Céu Gonçalves Pereira (Bi Lear), Mitglied des CCF
- Maria José Boavida (Soi Mali), Mitglied des CCF
- Rosa Bonaparte Soares (Muki), Generalsekretärin der Organização Popular da Mulher Timorense OPMT
- Francisco Borja da Costa, Mitglied des CCF
- Inácio de Fonseca (Mau Solan), Mitglied des CCF
- António Pinheiro (Bote Mau), Mitglied des CCF
- Joaquim Urbano Saldanha (Naha Berek), Adjutant und Mitglied des CCF
- António da Silva de Carvalho (Fera Lafaek), Adjutant und Mitglied des CCF
- Ma'huno Bulerek Karathayano, Adjutant, Mitglied des CCF, Chef des Direktivkomitees der FRETILIN (CDF) und Sub-Chef des Generalstabs der FALINTIL (EMF)
- Mário Bonifácio do Rêgo, Mitglied des CCF
- Diogo da Silva Moniz, Mitglied des CCF
- Guilherme dos Santos (Lere), politischer Kommissar
- Mariano Bonaparte Soares, Mitglied des CCF
- Bernardino Bonaparte Soares (Goinxet), Mitglied des CCF
- Ali Alkatiri (Mau Liku), Adjutant und Mitglied des CCF
- Rui da Silva Fernandes (Daholo), Adjutant und Mitglied des CCF
- Feliciano Alves (Mau Siri), Adjutant und Mitglied des CCF
- Paulo Rodrigues (Mau Bulan), Adjutant und Mitglied des CCF
- Venâncio Gomes da Silva (Mau Seran), Mitglied des CCF
- Floriano Chaves (Chaves), Adjutant und Mitglied des CCF
- Afonso Redentor Araújo, Adjutant und Mitglied des CCF
- António Carlos Barbosa (Totó-Mau Liban), Adjutant und Mitglied des CCF
- Artur Maria do Nascimento, Mitglied des CCF
- Manuel Álvaro da Cruz (Sekar), Mitglied des CCF
- Óscar Leopoldino Pereira de Araújo (Manu Key/Manu Quei), Mitglied des CCF
- José Maria R. A. da Costa (Mau Siri), Adjutant und politischer Kommissar
- Aleixo Gaspar Corte-Real, Mitglied des CCF
- Octávio Jordão de Araújo, Mitglied des CCF
- Francisco de Sá Benevides, Mitglied des CCF
- Fernando Teles do Nascimento (Txai), Adjutant und Mitglied des CCF
- Óscar Sanches Faria, Adjutant
- Hermenegildo Augusto Pereira Alves, Vizekommandant der FALINTIL und stellvertretender Verteidigungsminister
- Domingos Ribeiro, Chef des Generalstabes der FALINTIL und Vizeminister für Öffentliche Arbeiten, Transport und Kommunikation
- Guido Diamantino Soares (Kakeu), stellvertretender Verteidigungsminister, Sub-Chef des Generalstabes der FALINTIL und zweiter Kommandant der Brigada de Choque Nacional
- José da Silva Panão, Sub-Chef des EMF
- Fernando de Almeida do Carmo, Sub-Chef des EMF und Vizeminister für Information, Inneres und Sicherheit
- Aníbal de Araújo Andrade, Mitglied der EMF
- Joaquim do Nascimento, Mitglied der EMF
- Manuel Soares (Asu Koli), Mitglied der EMF
- Sebastião Maria Doutel Sarmento, erster Kommandant der Brigada de Choque Nacional
- José Cirilo Nunes, zweiter Kommandant der Brigada de Choque Nacional
- João Bosco Soares, Sektorkommandant
- João Branco, Sektorkommandant
- Agostinho do Espírito Santo, Sektorkommandant
- João Baptista de Jesus Soares (Lokomeo), Sektorkommandant
- Pedro Sanches, Sektorkommandant
- Lino Monteiro (Olo Kassa), Sektorkommandant
- Valente de Araújo, Sektorkommandant
- Amadeu dos Santos, Sektorkommandant